# Station Saxmundham
Saxmundham is een spoorwegstation van National Rail in Saxmundham, Suffolk Coastal in Engeland. Het station is eigendom van Network Rail en wordt beheerd door Greater Anglia. 